# Tabit ibn Kora
Tabit ibn Kora abu' l'Hasan ibn Marvan al-Sabi al'Harani (Thābit ibn Qurra al-Ḥarrānī) (arapski ثابت بن قرة);  Haran (Mezopotamija, današnja Turska, 826. – Bagdad, 18. veljače 901. bio je arapski matematičar i astronom.
Tabit je na prijedlog Mohameda ibn Muse ibn Šakira došao studirati u Bagdad kod Šakirovog brata Bani Musa. Bio je na čelu grupe prevoditelja koji su porijeklom bili poganski pseudo-Sabejci iz Harana. Maternji mu je bio sirijski jezik, a govorio je i starogrčki jezik te se istakao prijevodima antičkih tekstova na arapski, posebno autora kao što su: Apolonije, Arhimed, Euklid i Ptolomej. Tabit je preradio Hunaynov prijevod Euklida i Ptolomejevog Almagesta, a samostalno je preveo Ptolemejevu Geografiju. 
Glavni pokrovitelj bio mu je abasidski kalif al-Mu'tadidu (892. – 902.), koji je s vremenom postao i njegov osobni prijatelj te ga je pozvao, da kao gost živi na njegovom dvoru.  
Od njegovih samostalnih djela malo je sačuvano. Objavio je teoriju o trepidaciji i oscilaciji ekvinokcijskih točaka, o kojoj se u srednjem vijeku dosta raspravljalo. Tabit je također objavio svoja zapažanja Sunca. 
U matematici je pronašao jednadžbu za prijateljske brojeve (Tebitov broj). 
Djelo mu je nastavio sin Sinan, kao i unuci Thabit i Ibrahim ibn Sinan, od kojih će potonji i sam postati veliki učenjak.

## Vanjske poveznice
- Stranica o Tabitu ibn Kori na Univerzitetu St. Andrews (engl.)